# CDA Verlag
Der CDA Verlag ist ein 1995 gegründeter österreichischer Zeitschriftenverlag mit Sitz in Perg.

## Eigentumsverhältnisse
Das am 3. März 1995 von Marianne und Harald Gutzelnig gegründete und in deren Eigentum stehende Unternehmen beschäftigt 16 Mitarbeiter. Von 17. Oktober 1997 bis 19. September 2000 war der Sitz des Unternehmens in Arbing. Ab dem Jahr 2000 gehörte das Unternehmen mehrere Jahre mehrheitlich der ET Multimedia AG (ETM). Seither ist auch der Sitz des Unternehmens wieder in Perg. Das Stammkapital der CDA Verlags- und Handelsgesellschaft m.b.H. betrug ursprünglich 500.000 Schilling, später 36.500 Euro. Am 8. Februar 2001 wurde das Stammkapital auf umgerechnet 51.318 Euro erhöht. Im September 2010 soll das Stammkapital 35.000 Euro betragen haben.
Durch die Übernahme von 51 % des Unternehmens durch die ETM konnte binnen weniger Monate ein Zuwachs bei Umsatz und Ergebnis erzielt werden; das Anzeigenvolumen etwa stieg bis Februar 2002 um 67 Prozent.

## Verlagsprodukte

### PC News und PC User
Der Verlag veröffentlichte die Computerzeitschriften PC News von 1995 bis Juli 2014 (ursprüngliche Bezeichnung: PC Info) und PC User (vom Oktober 2009 bis Juni 2011) in Deutschland, Luxemburg und in der Schweiz. Die beiden Zeitschriften erschienen alternierend in zweimonatigem Abstand und hatten ursprünglich eine Druckauflage von mehr als 50.000 Exemplaren.
Die Zeitschriften wurden jeweils gemeinsam mit einer DVD ausgeliefert, die je nach Schwerpunkt der Ausgabe aktuelle Computerthemen in den Bereichen Hard- und Software für Hobbyanwender beziehungsweise Anwendungsprogramme und Betriebssysteme enthielten. Der Verlag hat diesbezüglich auch Titelschutz für die Begriffe „PC NEWS“, „PC TREND“, „PC WISSEN“ und „COMPUTER INFO“ angemeldet.

### CD Austria und CD Austria Praxis
In Österreich erschienen die beiden Zeitschriften teilweise mit österreichbezogenen Informationen unter der Bezeichnung CD Austria beziehungsweise CD Austria Praxis, sodass der Eindruck einer monatlichen Erscheinungsweise entstand. Die Zeitschriften des Verlags wurden in Österreich erstmals 1993 unter dem Titel CD Info bei CD Data veröffentlicht. Die von der Österreichischen Auflagenkontrolle überprüfte Druckauflage von CD Austria betrug im 1. Halbjahr 2010 jeweils 16.485 Exemplare. Die CD Info wurde bis 9/2003 in Österreich verlegt. Im Juli 2014 erschien ohne eine Mitteilung die letzte Ausgabe der CD Austria.

### Vidorial
Der Verlag betrieb von 2010 bis November 2011 neben den Homepages der Zeitschriften die Internetplattform Vidorial, wo zahlreiche Video-Tutorials für PC-Anwender (teilweise kostenpflichtig) bereitgestellt wurden. Teilweise wurden die Videos vom Verlag selber erstellt und standen dann in HD-Qualität zur Verfügung. Das Angebot wurde durch die Zusammenarbeit mit weiteren Verlagen ergänzt. Bereits beim Start der Video-Plattform im November 2010 konnten auf rund dreitausend Filme mit Videoanleitungen für PC-Anwender zugegriffen werden. Die Website ist seit Ende 2011 nicht mehr erreichbar.

### Android Magazin
Im Juni 2011 brachte der Verlag das erste Android-Magazin für den deutschsprachigen Zeitschriftenmarkt heraus.
Das Magazin richtet sich nach Angaben des Verlagsinhabers an Anfänger und fortgeschrittene Nutzer von Android-Handys. Mit einer Druckauflage von 100.000 Stück, davon 15.000 in einer XL-Version sowie durch 20.000 Downloads erreichte das zweimonatlich erscheinende, 116 bis 132 Seiten starke Magazin im Jahr 2013 170.000 Leser.

### Android Apps
Die Zeitschrift beschäftigt sich mit Apps für Android-Geräte. Mit einer Druckauflage von 65.000 Stück und 15.000 Downloads erreichte das zweimonatlich erscheinende, 100 Seiten starke Magazin im Jahr 2013 100.000 Leser.

### Smartphone
Die Zeitschrift Smartphone Magazin erscheint im Zweimonatszyklus. Sie beinhaltet Themen rund um das Smartphone.

### Schule Aktiv!
Schule Aktiv! war von Jänner 2005 bis 2012 eine regelmäßige Beilage der CD AUSTRIA Schulauflage. Aufgrund der hohen Akzeptanz durch die Lehrerschaft wird die Zeitschrift seit 2012 als Stand-Alone-Magazin an die Schulen versandt. Seit 2013 erhalten auch alle österreichischen Volksschulen die Zeitschrift. Sie beinhaltet Themen rund um Schulen und modernes Lernen.

### Handbuch neue Medien, Audio-CD Barack Obama, Sonderhefte von CD Austria
- 2006 erschien im CDA Verlag das Handbuch Neue Medien, ISBN 978-3200006027.
- 2009 brachte der Verlag eine Audio-CD über das Leben Barack Obamas. ISBN 978-3-200-01422-0.
- 2003 und 2010 erschien ein CD Austria Magazin als Sonderheft des bm:uK mit den Titeln Schulinformatik - Quo vadis beziehungsweise 25 Jahre Schulinformatikheraus.[12]